# Сніжко Віктор Петрович
Ві́ктор Петро́вич Сніжко́ — капітан, Міністерство внутрішніх справ України, учасник російсько-української війни.

## Життєпис
23 серпня 2014 року з батальйоном «Миротворець» офіцер зі стажем Віктор Сніжко увійшов до Іловайська. До останнього утримували депо, в якому переховували від обстрілів мирних жителів. З оточення вирвалися 1 вересня, виходило 50 осіб; важкопоранених тягнули на брезентах, інших несли. Один поранений помер під час виходу з оточення, на шляху до своїх довелося майже добу просидіти в болоті.
Станом на 31 жовтня 2014-го — старший інспектор батальйону «Миротворець» ГУМВС України в Київській області.
У мирний час проживає в селі Крюківщина.

## Нагороди
29 вересня 2014 року — за особисту мужність і героїзм, виявлені у захисті державного суверенітету та територіальної цілісності України, вірність військовій присязі під час російсько-української війни, відзначений — нагороджений орденом «За мужність» III ступеня.